# Donja Bijela
Donja Bijela este un sat din comuna Šavnik, Muntenegru. Conform datelor de la recensământul din 2003, localitatea are 78 de locuitori (la recensământul din 1991 erau 113 locuitori).

## Demografie
În satul Donja Bijela locuiesc 67 de persoane adulte, iar vârsta medie a populației este de 44,6 de ani (43,3 la bărbați și 46,4 la femei). În localitate sunt 30 de gospodării, iar numărul mediu de membri în gospodărie este de 2,60.
Populația localității este foarte eterogenă.
|  |

| Demografie | Demografie | Demografie |
| An         | Locuitori  | Locuitori  |
| ---------- | ---------- | ---------- |
|            |            |            |
|            |            |            |
|            |            |            |
|            |            |            |
| 1948       | 495        |            |
| 1953       | 516        |            |
| 1961       | 495        |            |
| 1971       | 430        |            |
| 1981       | 297        |            |
| 1991       | 113        | 113        |
| 2003       | 78         | 78         |

| \| Componența etnică conform recensământului din 2003[2] \| Componența etnică conform recensământului din 2003[2] \| Componența etnică conform recensământului din 2003[2] \| Componența etnică conform recensământului din 2003[2] \| Componența etnică conform recensământului din 2003[2] \| \| ----------------------------------------------------- \| ----------------------------------------------------- \| ----------------------------------------------------- \| ----------------------------------------------------- \| ----------------------------------------------------- \| \| \| \| \| \| \| \| Muntenegreni \| Muntenegreni \| \| 41 \| 52,56% \| \| Sârbi \| Sârbi \| \| 37 \| 47,43% \| \| necunoscută \| necunoscută \| \| 0 \| 0% \| |              |  |    |        |
| Componența etnică conform recensământului din 2003 |              |  |    |        |
| |              |  |    |        |
| Muntenegreni | Muntenegreni |  | 41 | 52,56% |
| Sârbi | Sârbi        |  | 37 | 47,43% |
| necunoscută | necunoscută  |  | 0  | 0%     |